# ОШ „Петар Кочић” Шибовска
ОШ „Петар Кочић” је једна од основних школа на подручју општине Прњавор. Налази се у мјесту Шибовска, на адреси Шибовска 1. Име је добила по Петру Кочићу српском књижевнику и политичару. Сматра се једним од првих писаца модерне у српској књижевности, али и личношћу која је својим животом и политичком делатношћу постала узор различитим политичким струјама у потоњој историји српског народа.

## Историјат
Основна школа у Шибовској основана је за вријеме Аустро–Угарске владавине 1903. године и радила без прекида до 1941. године. Већина ученика је била њемачке националности, док је осталих било знатно мање. Први учитељи у школи су били Јаков и Милка Барбарић. Један од предуслова за рад учитеља у настави је био познавање њемачког језика. Између Првог и Другог свјетског рата ученици њемачке националности су били одвојени од осталих. У првом и другом разреду ученици су наставу похађали на њемачком језику, а од трећег разреда су слушали наставу на српском језику. Од 1945. до 1959. године школа је поново почела са радом под називом – Народна основна школа у Шибовској. Законом  о основној школи , школи је 1959. године враћен стари назив Основна школа  у Шибовској. Одлуком Школског одбора и Наставничког вијећа од 13. децембра 1962. школа је добила име по народном хероју те је названа Основна школа „Данко Митров“ у Шибовској. Одлуком народног одбора општине Прњавор, 1962. године, основној школи у Шибовској припојене су сљедеће самосталне школе: Палачковци, Доњи Смртићи, Горњи Смртићи, Печенег Илова, Горња Илова и Велика Илова, и она постаје централна школа, а припојене школе подручна одјељења. Све основне школе на прњаворској општини 1972. године интегрисане су у РОЗОШ Прњавор са заједничком службом. У таквој организацији дјелује до 1976.године. Од 1976. године школе дјелују под заједничком службом „Центар основних школа“ са сједиштем у Прњавору(РО ЦОШ),а школи у Шибовској припадало је само подручно одјељење у Палачковцима. Школске 1977/1978. године школи је припојено подручно одјељење Доња Илова. Школске 1990/1991. године расформирана је РО ЦОШ Прњавор и Основна школа „Данко Митров“ мијења назив у Основну школу „Петар Кочић“ под којим и данас ради. Од 10. маја 1991. године пуни назив школе је Јавна установа Основна школа „Петар Кочић“ Шибовска. У свом саставу школа има подручна одјељења: подручно одјељење Велика  Илова,подручно одјељење Горња Илова и подручно одјељење Доња Илова. Подручно одјељење Горња Илова престаје са радомод школске 2009/2010.године, а школске 2013/2014.године, због смањеног броја ученика престаје са радом и подручно одјељење Доња Илова. Од 1. септембра 2013. године школа ради само са једним деветоразредним подручним одјељењем.